# Ilha dos Tigres
A ilha dos Tigres é a maior ilha do litoral de Angola e está situada no município do Tômbua,  província de Namibe. Compreende uma área de 98 km² e do seu lado leste situa-se o estreito dos Tigres (anteriormente uma baía).
Anteriormente abrigou uma comuna-vila próspera, chamada São Martinho dos Tigres, que atualmente existe somente para efeitos administrativos, sendo uma cidade fantasma.

## História
A região foi descoberta em 1486 pelo navegador português Diogo Cão e visitada por vários exploradores europeus durante os séculos seguintes, entre os quais neerlandeses.
Etimologicamente, a denominação do local se deve ao fato de, à distância (pela ótica dos navegadores), a sucessão de dunas de um castanho-baço remontarem à pele raiada de um tigre. Em mapas neerlandeses do século XVII a ilha recebeu o nome de Tijgers Eylandt.
O oceano rompeu o istmo da península em 14 de março de 1962 e a linha de água foi cortada. Tigres se tornou uma ilha da noite para o dia sem abastecimento de água. Mais tarde, a povoação insular de São Martinho dos Tigres e a vila da Foz do Cunene, onde ficava a estação de bombeamento de água doce do rio Cunene, foram abandonados e tornaram-se localidades fantasmas, sendo lentamente recuperadas pelo deserto.

## Características

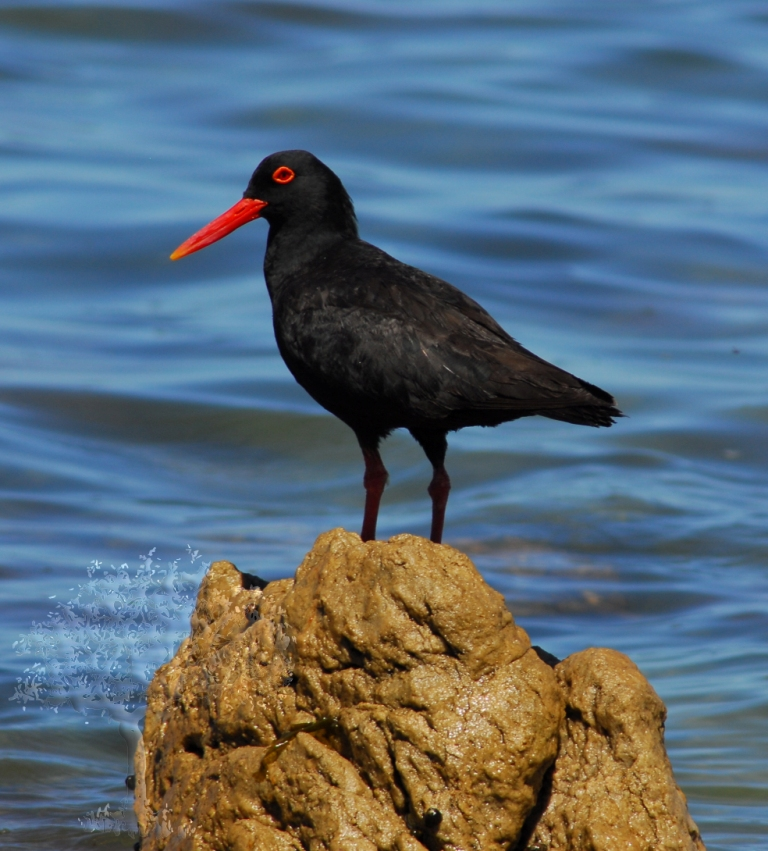
O ostreiro-negro-africano é parte da avifauna local

Deserta e com vegetação esporádica, a ilha situa-se na zona central do deserto do Caoco e se constitui de uma sucessão de altas dunas que se elevam abruptamente do mar e por todo seu interior. Apesar da falta de chuva, alguma umidade é comum em virtude da corrente de Benguela, que provoca intenso nevoeiro durante o ano, o que dá margem à existência de alguma vegetação.
A ilha dos Tigres é habitat de várias espécies de aves migratórias, entre elas o ostreiro-negro-africano e o pelicano-branco.